# 長崎県道121号面高港線
長崎県道121号面高港線（ながさきけんどう121ごう おもたかこうせん）は、長崎県西海市を通る一般県道である。

## 概要
西海市西海町面高郷の面高港から国道202号に至る。
終点に面高郵便局がある。

### 路線データ
- 起点：長崎市西海市西海町面高郷（面高港）
- 終点：長崎市西海市西海町面高郷（国道202号交点）
- 総延長：1.2 km

## 地理

### 通過する自治体
- 西海市

### 交差する道路
| 交差する道路 | 交差する場所 | 交差する場所 |
| ------------ | ------------ | ------------ |
| 国道202号    | 西海町面高郷 | 終点         |

### 沿線
- 面高港
- 面高郵便局